# عبد الوهاب (اسم)
عبد الوهاب، هو اسم علم مذكر عربي، مركب بالإضافة، يستخدم في العهد الحديث كاسم أو كلقب، وهو مكون من جزأين «عبد» و«الوهاب» ويعني العبد المملوك لله الوهَّاب المُعطي دون حساب، والمُنعم على من يشاء ما يشاء.

## المعنى
يتكون الاسم من جزأين، عبد، والوهَّاب من أسماء الله الحُسنى، ويعني هبات الله والتي تعم كل مخلوقاته بأسرها فهو يعطي وينعم على من يشاء ما يشاء، فلا يستغني مخلوق عن كرمه. كثير العطايا يعطي بلا حساب ولا ثواب ولا جزاء، دون أن ينقص شيء من ملكه.
ورد ذكر الوهَّاب في عدد من الآيات القُرآنيَّة، مثل ﴿رَبَّنَا لَا تُزِغْ قُلُوبَنَا بَعْدَ إِذْ هَدَيْتَنَا وَهَبْ لَنَا مِنْ لَدُنْكَ رَحْمَةً إِنَّكَ أَنْتَ الْوَهَّابُ ۝٨﴾ [آل عمران:8]، و﴿أَمْ عِنْدَهُمْ خَزَائِنُ رَحْمَةِ رَبِّكَ الْعَزِيزِ الْوَهَّابِ ۝٩﴾ [ص:9]، و﴿قَالَ رَبِّ اغْفِرْ لِي وَهَبْ لِي مُلْكًا لَا يَنْبَغِي لِأَحَدٍ مِنْ بَعْدِي إِنَّكَ أَنْتَ الْوَهَّابُ ۝٣٥﴾ [ص:35].

## شخصيَّات حاملة للاسم
وفق الترتيب الزمني:
- عبد الوهاب بن بخت (توفي 731) تابعي وقائد عسكري أموي.
- عبد الوهاب بن إبراهيم الإمام (توفي 774) أمير ووالٍ عبّاسي.
- عبد الوهاب الثقفي (727-810) راوِ حديث.
- عبد الوهاب بن عطاء (توفي 820) راوِ حديث.
- عبد الوهاب بن عبد الحكم (توفي 865) عالم مسلم بغدادي.
- عبد الوهاب بن نصر المالكي (973–1031) عالم مسلم بغدادي.
- محمد بن عبد الوهاب (1703–1792) عالم دين سني، ومؤسس الدعوة الوهابية.
- محمد عبد الوهاب (1902 –1991) مغني وملحن مصري.
- عبد الوهاب مرجان (1909–1964) سياسي عراقي.
- خالد عبد الوهاب (1911–1997) تونسي أنقذ العديد من العائلات اليهودية من الاضطهاد النازي.
- فطين عبد الوهاب (1913–1972) مخرج أفلام مصري.
- عفيف عبد الوهاب (1915–2003) طبيب لبناني.
- عبد الوهاب الشواف (1916-1959) ثوري عراقي.
- عبد الوهاب الغريري (1934-1959) شاعر عراقي.
- عبد الوهاب البياتي (1926–1999) شاعر عراقي.
- عبد الوهاب المسيري (1938–2008) فيلسوف ومفكر مصري.
- عبد الوهاب عبد الله (مواليد 1940) سياسي تونسي.
- عبد الوهاب الدكالي (مواليد 1941) مطرب كلاسيكي مغربي.
- عبد الوهاب المدب (مواليد 1946) شاعر تونسي-فرنسي.
- عبد الوهاب راوح (مواليد 1952) سياسي يمني.
- عبد الوهاب أبو الهيل (مواليد 1975) لاعب كرة قدم عراقي.
- عبد الوهاب العودي (مواليد 1978) شاعر يمني.

## شخصيَّات حاملة للقب
- شيرين عبد الوهاب (مواليد 1980) مغنية مصرية.
- محمد عبد الوهاب (لاعب كرة قدم) (1983–2006) لاعب كرة قدم مصري.